# Dominique Kanku
Pour les articles homonymes, voir Kanku.
Dominique Kanku est un homme politique de la république démocratique du Congo membre du Mouvement de libération du Congo (MLC). Gouverneur de la province du Kasaï-Oriental jusqu'en 2006,.
Il devient ensuite député provincial. Recherché par la Cour pénale internationale (CPI), il s'enfuit en Belgique, pays dont il détient la nationalité.